# عشق، خنده و هیجان
عشق، خنده و هیجان (انگلیسی: Love, Laughs and Lather) یک فیلم کمدی صامت کوتاه به تهیه‌کنندگی هال روچ است که در سال ۱۹۱۷ منتشر شد. از بازیگران این فیلم می‌توان به هارولد لوید، اسناب پالرد و ببه دنیلز اشاره کرد.

## بازیگران
- هارولد لوید
- اسناب پالرد
- ببه دنیلز
- گیلبرت پرت
- گاس لئونارد
- فرد سی. نیومیر
- باد جیمیسون
- چارلز استیونسون
- دوروثیا والبرت
- سمی بروکس
- ماری موسکینی
- مارگارت جاسلین